# 0323

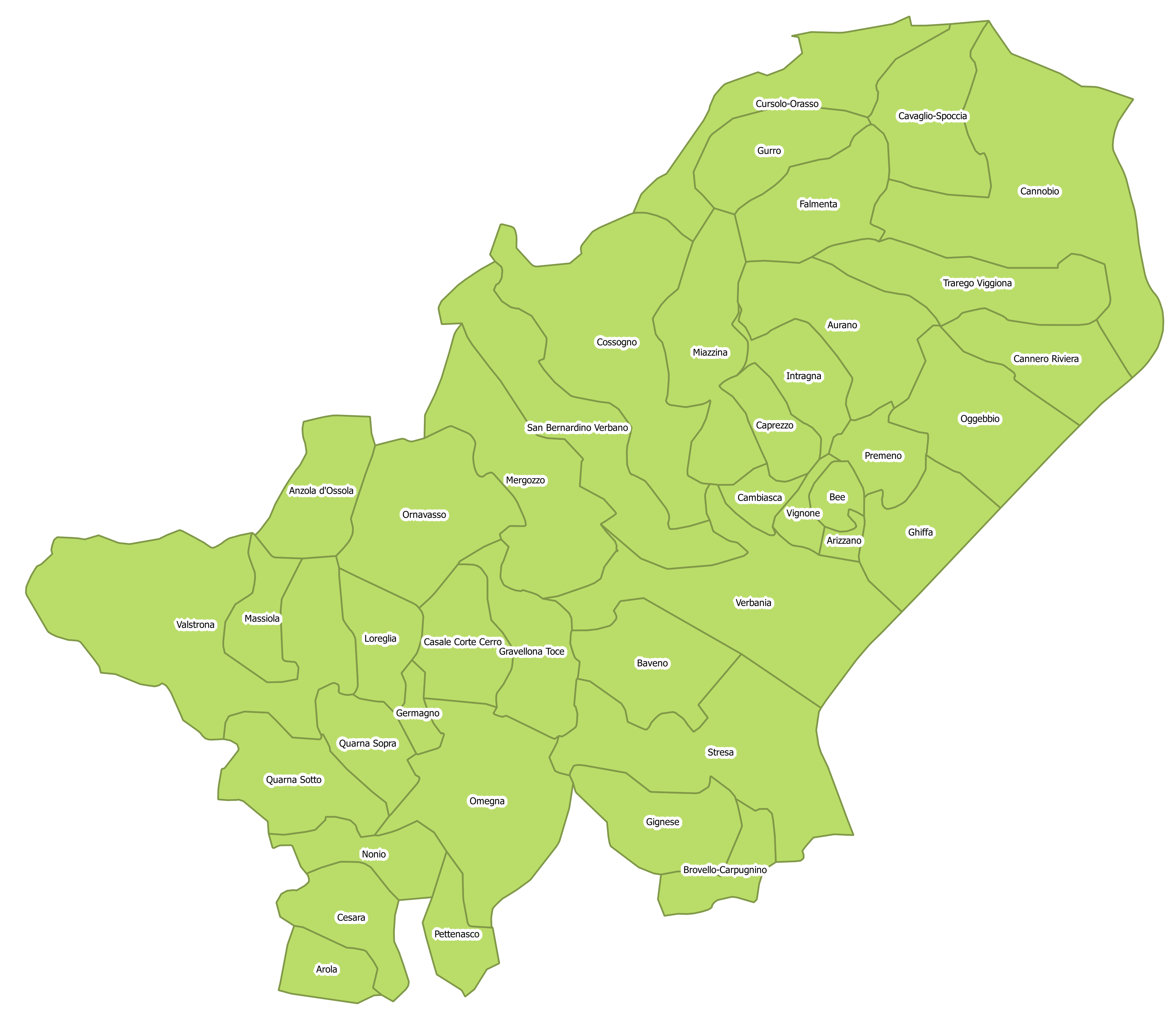
Distretto telefonico di Baveno

0323 è il prefisso telefonico del distretto di Baveno, appartenente al compartimento di Milano.
Il distretto comprende la parte meridionale della provincia del Verbano-Cusio-Ossola (ad eccezione dei comuni di Belgirate e Madonna del Sasso, che appartengono al distretto di Arona) e il comune di Pettenasco (NO). Confina con la Svizzera a nord-est e con i distretti di Varese (0332) a est, di Arona (0322) a sud, di Borgosesia (0163) a ovest e di Domodossola (0324) a nord.

## Aree locali e comuni
Il distretto di Baveno comprende 39 comuni compresi nelle 2 aree locali di Baveno (ex settori di Baveno e Omegna) e Verbania (ex settori di Cannobio e Verbania). I comuni compresi nel distretto sono: Anzola d'Ossola, Arizzano, Arola, Aurano, Baveno, Bee, Brovello-Carpugnino, Cambiasca, Cannero Riviera, Cannobio, Caprezzo, Casale Corte Cerro, Cesara, Cossogno, Germagno, Ghiffa, Gignese, Gravellona Toce, Gurro, Intragna, Loreglia, Massiola, Mergozzo, Miazzina, Nonio, Oggebbio, Omegna, Ornavasso, Pettenasco (NO), Premeno, Quarna Sopra, Quarna Sotto, San Bernardino Verbano, Stresa, Trarego Viggiona, Valle Cannobina, Valstrona, Verbania e Vignone.